# 小行星2898
小行星2898（2898 Neuvo）是一颗围绕太阳公转的小行星。1938年2月20日，爾約·維薩拉在图尔库发现了此天体。
該小行星以維薩拉的孫子，芬蘭工程師爾約·諾沃命名。
这颗小行星的绝对星等为209.0740476299892等。